# Borišiće
Borišiće (Servisch cyrillisch Боришиће) is een plaats in de Servische gemeente Sjenica. De plaats telt 83 inwoners (2002).